# Parque Nacional de Wind Cave
Wind Cave National Park é um parque nacional localizado nos Estados Unidos.